# Уршулін (Рицький повіт)
Уршулін (пол. Urszulin) — село в Польщі, у гміні Новодвур Рицького повіту Люблінського воєводства.
Населення — 133 особи (2011).
У 1975-1998 роках село належало до Люблінського воєводства.

## Демографія
Демографічна структура станом на 31 березня 2011 року:
|          | Загалом | Допрацездатний вік | Працездатний вік | Постпрацездатний вік |
| -------- | ------- | ------------------ | ---------------- | -------------------- |
| Чоловіки | 64      | 13                 | 42               | 9                    |
| Жінки    | 69      | 10                 | 40               | 19                   |
| Разом    | 133     | 23                 | 82               | 28                   |